# بهرام ميرزا الصفوي
بهرام ميرزا الصفوي (بالفارسية: بهرام ميرزا صفوى؛ 15 سبتمبر 1517 – 11 أكتوبر 1549) كان أميرًا صفويًا وحاكمًا وقائدًا عسكريًا في إيران في القرن السادس عشر. كان الابن الأصغر للشاه إسماعيل الأول (حكم 1501–1524)، مؤسس السلالة الصفوية.
خلال حياته المهنية، شغل منصب حاكم هراة (1530–1533)، وجيلان (1537/1536)، وهمدان (1546–1549). شارك بشكل فعال في الحرب ضد الدولة العثمانية، كما لعب دورًا رئيسيًا في قمع تمرد شقيقه القاص ميرزا. كان بهرام ميرزا أيضًا راعيًا بارزًا للفنون، حيث برع في الخط والرسم والشعر والموسيقى، وكان محاطًا ببعض الرسامين والخطاطين مثل شقيقه الكامل والحاكم شاه طهماسب الأول (حكم 1524–1576). ألبوم بهرام ميرزا، هو ألبوم للوحات ونماذج للخط العربي مخصصة له، محفوظ في قصر طوب قابي في إسطنبول. ويبدو أنه كان له تأثير كبير على تصور إيران الصفوية لأسلوب فني فارسي فريد من نوعه.
توفي بهرام ميرزا في 11 أكتوبر 1549، ربما بسبب جرعة زائدة من الأفيون. وقد ترك خلفه أبنائه الثلاثة سلطان حسين ميرزا، وإبراهيم ميرزا، وبديع الزمان ميرزا الصفوي، الذين توفوا جميعاً في عام 1577. وقد قُتل الأخيران بأمر من الشاه إسماعيل الثاني (حكم 1576–1577)، إما بسبب جنون الارتياب الناجم عن تعاطي المخدرات بشكل مستمر أو لضمان عدم تهديد حكمه. وتوفي سلطان حسين ميرزا أيضًا في نفس العام ولكن دون تدخل الشاه إسماعيل الثاني.